# De día y de noche
De Día y De Noche es una película producida por Roberto Garza, que a través de un relato de ciencia ficción, evoca los conflictos que habitan en la sociedad actual, en las principales y más grandes ciudades del mundo. La sobrepoblación, la falta de recursos y las divisiones sociales que estos problemas conllevan son algunos de los temas que se tocan en este largometraje. Esta película está protagonizada por Sandra Echeverría y Manuel Balbi.

## Sinopsis
Cuando la sobrepoblación del planeta imposibilita la convivencia, el gobierno decide dividir a la ciudadanía a través de una enzima implantada en el ADN de la gente, para que sus cuerpos sean regulados por la luz solar y la oscuridad de la noche, convirtiéndolos a unos en habitantes del día y de la noche a otros.

## Personajes
- Sandra Echeverría ... Aurora
- Manuel Balbi ... Urbano
- Gala Montes ... Luna
- Juan Carlos Colombo ... Abraham
- Fernando Becerril ... El Señor
- Richie Mestre ... Tauro
- Marius Biegai ... Doctor
- Ari Brickman ... Doctor